# Обични смртници
Обични смртници (гр. Κοινοί Θνητοί) је грчки хип-хоп бенд који је основан у варошици Аливери.Бенд има историју активизма, учествујући на концертима подршке угроженим друштвеним групама и особама погођеним непогодама, пружајући подршку и разним покретима. Стихови њихових песама су окарактерисани као „оштри и политички ангажовани“, с обзиром на то да често оштро критикују реалне ситуације и догађаје.

## Дискографија

### Албуми
- Црвени знаци, 2021. (гр. Κόκκινα Σημάδια)
- Перцепција, 2018. (гр. Αντίληψη)
- Слободан, 2017. (гр. Λεύτερος)
- Луталице, 2017. (гр. Αδέσποτα)
- Обични смртници, 2016. (гр. Κοινοί Θνητοί)
- Град, 2016. (гр. Η Πόλη)